# Ледникова епоха
Ледниковата епоха е период на дългосрочна промяна на климата и понижаване на температурата на Земята, в резултат на което се разширява обхватът на полярните ледени шапки и на планинските ледници и се появява континентална ледникова покривка по сушата.
Максимумът на обледеняване при последната ледникова епоха е бил преди приблизително 26 хиляди години. По това време нивото на световния океан е било с около 120 – 135 m по-ниско от съвременното поради това, че значителна част от водата от хидросферата е била прихваната под формата на ледени покривки с дебелина 3 – 4 km. Поради това много от съвременните плитки шелфови морета не са съществували (Жълто море, Северно море, Персийския и Сиамския залив), а други са били значително по-малки.
По това време ледената покривка е обхващала по-голямата част от Северна Америка, Скандинавския полуостров, северната част на Европа и Източноевропейската равнина. С ледове са били покрити Алпите и Хималаите, както и южните краища на Южна Америка и Австралия.
Последната ледникова епоха завършва между 15 000 и 10 000 години пр.н.е. с краткотрайното Алерьодско затопляне, последвано от ново застудяване, наречено късен дриас. Съобщават се данни за падането на метеорит в Мексико преди 13 хил. години, който е предизвикал късния дриас и масовото измиране на фауната.